# 漫画杂志出版商协会
漫画杂志出版商协会（英語：Association of Comics Magazine Publishers，ACMP）是一个美国的于1948年7月1日成立的协会；由于漫画面临着公众对其内容与日俱增的批评，该协会便应运而生。创始成员包括若干出版者：列夫·格里森出版社的莱弗里特·格里森、教育漫画公司的比尔·盖恩斯、哈罗德·穆尔以及轨道漫画公司的雷伊·赫尔曼。亨利·舒尔茨担任执行董事。
在围绕着漫画的狂风暴雨般的批评中，漫画杂志出版商协会随之建立起来，反映在：城市条例责令一些出版商关闭，一些孩童心理学家及精神科醫師亦开始了对漫画的指控：弗雷德里克·沃瑟姆在他发表的文章《托儿所的恐怖威胁》与《漫画的精神病理学》中称漫画书是“变态的、性猥亵、挑衅性”，并直接导致青少年犯罪。12月，《时代周刊》报道了一起在宾厄姆顿发起的公众焚烧漫画书事件。
1948年，该协会发布了“出版商法典”，借鉴了好莱坞的制片法典（“海斯法典”这一名称更为人所知），该法典使得漫画避开了一些外部管理。跟制片法典一样，它可以禁止一些可能“导致触犯法律或约定俗成”的犯罪描写的镜头的出现，以及“取笑或攻击任何宗教或种族群体”的内容的出现。“性、淫欲漫画”被禁止出版，“离婚”不准被描写得过于妩媚。
遵守该法典的漫画可以被提供“销售许可”。但是，该法典未取得成功，大小出版商皆忽视其存在。一些出版商，比如戴尔漫画，就直接拒绝加入该组织。其他的，如创始成员——教育漫画公司，亦终止了与他们的合作。剩下的一些成员，则在毫无正式审核的情况下直接使用漫画杂志出版商协会的销售许可。1950年的情形，执行董事舒尔茨描述说：“对至这个协会，我只能说，已经破产了，形同虚设”。然而，在接下来若干年中，漫画继续使用漫画杂志出版商协会的销售许可。
1954年，批评漫画的浪潮越来越多：其中有沃瑟姆的新书《纯真的诱惑》以及美国国会关于漫画的听证会，这推动了漫画杂志出版商协会的继承人——美国漫画杂志协会的建立。漫画杂志出版商协会的“出版法典”作为一个模板，美国漫画杂志协会在其基础上又增加了更多的内容，以加强其漫画准则管理局部门的审核力度。
  漫画杂志出版商协会的出版法典（1948年）
1. 性、淫欲漫画不应被出版。任何图片中不应有女性的裸体或不当的暴露；在任何情况，女性穿着不准暴露过于美式比基尼。
2. 犯罪镜头不应该表现于：触犯法律与社会公德，或者唆使他人模仿。任何漫画不允许显示青少年犯罪的细节。警察、法官、政府官员和受尊重的机构不应被描述为愚蠢的、无效的或被表现为毫无尊严的。
3. 场面中不能出现虐待、拷打画面。
4. 庸俗淫秽的语言不应该被使用。俚语应保持在最低限度，且只在必要的故事中使用。
5. 离婚不应该被表现地幽默或有妩媚色彩。
6. 嘲笑或攻击任何宗教或种族群体的是绝对不允许的。